# FC Wacker Innsbruck
El FC Wacker Innsbruck es un equipo de fútbol austríaco, con sede en Innsbruck, Tirol, que juega en la Landesliga, cuarto nivel más importante de Austria. El club fue refundado en 2002 y sus colores son el verde y negro.
Desde el 2002 al 2007 su nombre fue FC Wacker Tirol pero en 2008 se lo renombró en honor al original.
Al final de la Temporada 2021/22 deja el fútbol profesional por problemas económicos y pasó a jugar a la Tiroler Liga, cuarta división de Austria, a esperas de que fuese ascendido a la tercera división.

## Estadio
- Lugar de celebración de la Eurocopa 2008

## Evolución
- Wacker Innsbruck - Fundado en 1913 y desaparecido en 1971 y refundado en 2002 hasta la actualidad.
- SSW Innsbruck - Se fundó en 1971 y desapareció en 1986.
- FC Swarovski Tirol - Se fundó en 1986 y desapareció en 1992.
- FC Tirol Innsbruck - Se fundó en 1993 y desapareció en 2002.

## Palmarés

### Torneos nacionales
- Bundesliga (10): 1971, 1972, 1973, 1975, 1977 (como SSW Innsbruck) 1989 y 1990 (como FC Swarovski Tirol), 2000, 2001, 2002 (como FC Tirol Innsbruck)
- Copa de Austria (7): 1970, 1993 (como FC Wacker Innsbruck) 1973, 1975, 1978, 1979 (como SSW Innsbruck) 1989 (como FC Swarovski Tirol)
- Primera Liga de Austria (1): 2018

### Torneos amistosos
- Copa Mitropa (2): 1975, 1976

## Jugadores

### Jugadores destacados
- Kurt Jara
- Friedrich Koncilia
- Hansi Müller
- Bruno Pezzey
- Nestor Gorosito
- Iñaki Bea
- Lucas Scholl

## Entrenadores
| - Heinz Binder (2001) - Joachim Löw (2001-2002) - Michael Streiter (2002 – 2003) - Helmut Kraft (2003 – 2004) - Stanislav Cherchesov (2004 – 2006) - František Straka (2006 – 2007) - Klaus Vogler (interino) (abril de 2007 – junio de 2007) - Lars Søndergaard (julio de 2007 – octubre de 2007) - Helmut Kraft (octubre de 2007 – 2008) - Walter Kogler (2008 – 2012) - Werner Löberbauer (interino) (octubre de 2012) - Avondale Williams (2012) - Roland Kirchler (2012 – 2013) | - Florian Klausner (interino) (diciembre de 2013) - Michael Streiter (diciembre de 2013–octubre de 2014) - Florian Klausner (interino) (octubre de 2014-noviembre de 2014) - Klaus Schmidt (noviembre de 2014-mayo de 2016) - Andreas Schrott (interino) (mayo de 2016-junio de 2016) - Maurizio Jacobacci (junio de 2016-septiembre de 2016) - Thomas Grumser (septiembre de 2016-diciembre de 2016) - Karl Daxbacher (enero de 2017-marzo de 2019) - Thomas Grumser (marzo de 2019-julio de 2020) - Daniel Bierofka (agosto de 2020-octubre de 2021) - Masaki Morass (octubre de 2021-enero de 2022) - Michael Oenning (enero de 2022-julio 2022) - Akif Güclü (julio 2022-Act.) |